# Tartar (Schiff, 1939)
HMS Tartar (F43/G43) war ein Zerstörer der (zweiten) Tribal-Klasse der britischen Royal Navy. Die Tartar war vor Norwegen, im Nordmeer und ab 1942 im Mittelmeer im Einsatz. 1944 folgten Einsätze in Westeuropa, 1945 wurde der Zerstörer zur Eastern Fleet versetzt.
Im November 1945 traf die Tartar wieder in Großbritannien ein. Sie war eines der vier Schiffe der Klasse, die den Krieg überstanden. 1948 wurde sie abgewrackt.

## Geschichte des Schiffes
Das Schiff wurde am 12. Juni 1936 bei Swan Hunter and Wigham Richardson in Wallsend bestellt. Der Neubau mit der Nr. 1528 wurde am 26. August 1936 als zweiter Zerstörer dieses Typs bei Swan Hunter auf Kiel gelegt. Am 21. Oktober 1937 lief das Schiff als 17. Tartar der Royal Navy vom Stapel. Ihre Namensvorgängerin war ein bei Thornycroft gebauter Zerstörer der ersten Tribal-Klasse, der von 1908 bis 1921 im Schiffsbestand der Royal Navy war und bei seiner Indienstnahme als das schnellste Schiff der Welt galt. Die neue Tartar wurde als Flottillenführer ausgeführt und am 10. März 1939 in Dienst gestellt.
Nach den Abnahmetests wurde die Tartar der 6. Zerstörerflottille der Home Fleet zugeteilt. Die Tests wurden durch den Untergang der HMS Thetis in der Liverpool Bay am 1. Juni 1939 unterbrochen, bei dem sie als Kommandozentrale für die Rettungsoperationen diente, an der noch weitere Schiffe der 6. Flottille beteiligt waren.

### Kriegseinsätze

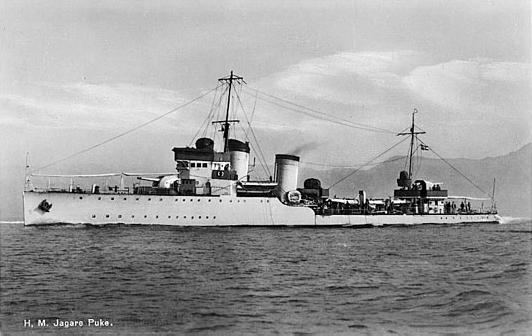
Der schwedische Zerstörer Puke

Bei Kriegsausbruch wurde sie zusammen mit ihren Schwesterschiffen als Begleitschutz für Konvois, Absicherung für größere Kriegsschiffe und die U-Boot-Jagd eingesetzt.
Als die ersten Meldungen eines Angriffs der Deutschen auf Norwegen die britische Flotte erreichten, befand sich die Tartar zur Sicherung des Konvois HN.24
zwischen Norwegen und Großbritannien in See. Zu den 31 Handelsschiffen des Konvois gehörten einige, die bereits vor den Deutschen auf der Flucht waren. Zum Konvoi traten noch die drei polnischen Zerstörer Błyskawica, Burza und Grom, die bei Kriegsbeginn nach Großbritannien evakuiert worden waren. Als am Nachmittag des 7. April 1940 die britische Marine zwei leichte Kreuzer und vier Zerstörer zusätzlich zu den routinemäßig in See stehenden Einheiten zur norwegischen Küste entsandte, wurde den vier Zerstörern beim Geleit HN.24 befohlen, sich diesen anzuschließen. In der Folgezeit blieb die Tartar meist bei den schweren Einheiten der Home Fleet vor Norwegen. Ab dem 18. geleitete sie den bei einem Luftangriff schwer getroffenen Schweren Kreuzer Suffolk zurück nach Scapa Flow.
In der Nacht zum 1. Mai evakuierte die Tartar mit den Schwesterschiffen Sikh und Mashona sowie den alten Zerstörern Walker, Westcott und Wanderer sowie zwei Transportern 2200 Mann der „Sickleforce“ aus Åndalsnes und Molde unter der Deckung von vier Leichten Kreuzern in See. In der Nacht zum 4. war die Tartar an einem erfolglosen Vorstoß ins Skagerrak mit der Sikh und den französischen Zerstörern Tartu, Chevalier Paul und Milan beteiligt. Am 31. Mai standen dem Kommandeur der 6. Zerstörerflottille auf der Tartar die Schwesterschiffe Ashanti, Bedouin und Mashona einsatzbereit zur Verfügung, während sich Somali, Matabele, Punjabi und Eskimo in Reparatur befanden.
Am 20. Juni 1940 wurde die Tartar zusammen mit der Maori  und der Mashona zu den Färöerinseln geschickt, um vier Kriegsschiffe zu beschlagnahmen, die von Italien an Schweden abgegeben worden waren. Die Zerstörer Psilander (ex Giovanni Nicotera) und Puke (ex Bettino Ricasoli) der Sella-Klasse (970 ts, 2 × 2 120 mm, 1926/27) sowie Romulus (ex Spica) und Remus (ex Astore) der Spica-Klasse (800 ts, 3 × 100 mm, 1935) waren seit April auf dem Weg in ihre neue Heimat, begleitet von zwei Hilfsschiffen. Die Briten fürchteten, die Schiffe könnten von den Schweden an die Deutschen weitergegeben werden. Am 20. Juni zwangen die Briten die schwedischen Besatzungen, ihre Boote zu verlassen und schickten sie auf das Begleitschiff Patricia (ex Patris II, 3994 BRT) und den Tanker Castor (8714 BRT), mit denen sie in ihre Heimat zurückkehren sollten. Die beschlagnahmten vier Kriegsschiffe überführten die Briten bis zum 30. nach Scapa Flow. Die Tartar begann die Überführung am 21. mit Puke und Remus. Mit der Remus erreichte sie am 23. die britische Basis; Puke hatte unterwegs einen Maschinenzusammenbruch und musste von einem Schlepper eingebracht werden. Die protestierenden Schweden folgten ihren Schiffen und konnten sie am 2. Juli wieder übernehmen und am 5. Juli von Kirkwall ihre Reise fortsetzen. Über das von den Deutschen besetzte Kristiansand erreichten sie am 10. Juli 1940 Göteborg.

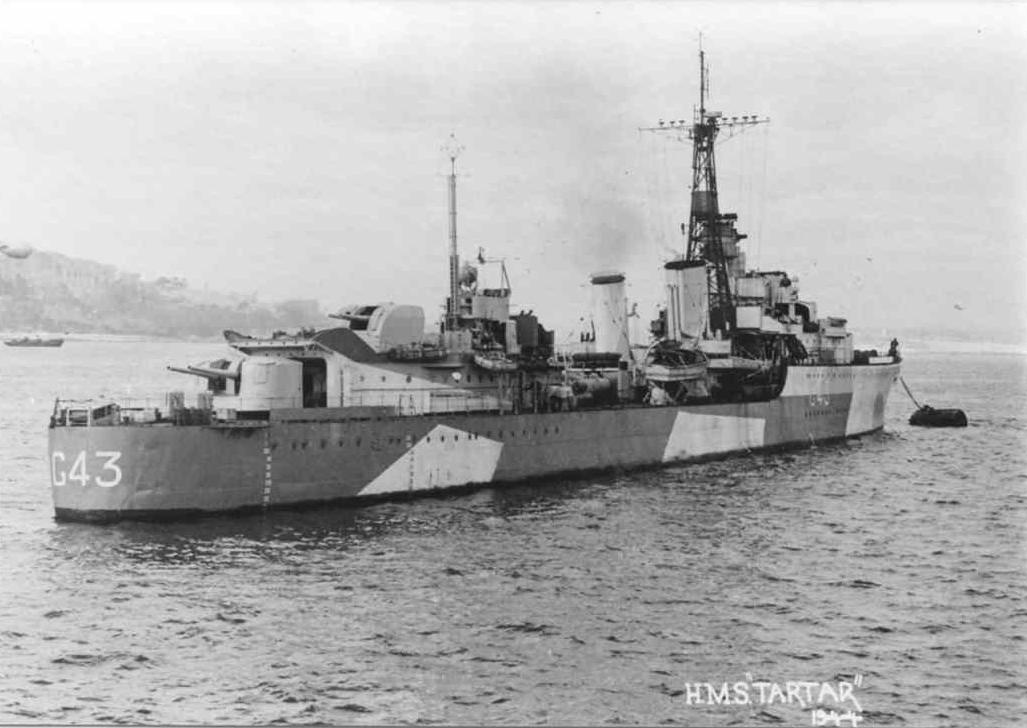
Die Tartar mit 120-mm- und 105-mm-Doppelgeschütz am Heck

Von Anfang Oktober bis Dezember 1940 befand sich die Tartar in der Marinewerft in Devonport, wo sie – wie alle Tribal-Zerstörer nach dem Norwegen-Einsatz – die überhöhte hintere 120-mm-Doppellaffette gegen ein Mk-XVI-105-mm-L/45-Zwillingsgeschütz tauschte und eine erste Radarausrüstung erhielt.
Am 21. März 1941 nahm die Tartar mit den Schwesterschiffen Bedouin, Eskimo und Somali sowie dem Zerstörer Legion und den Landungsschiffen Queen Emma und Princess Beatrix (ehemalige niederländische Kanalfähren) mit 500 Mann Kommando-Truppen an der Operation Claymore gegen die Lofoten teil. Das Kommandounternehmen sollte die dortigen Fischereiverarbeitungsanlagen zerstören.

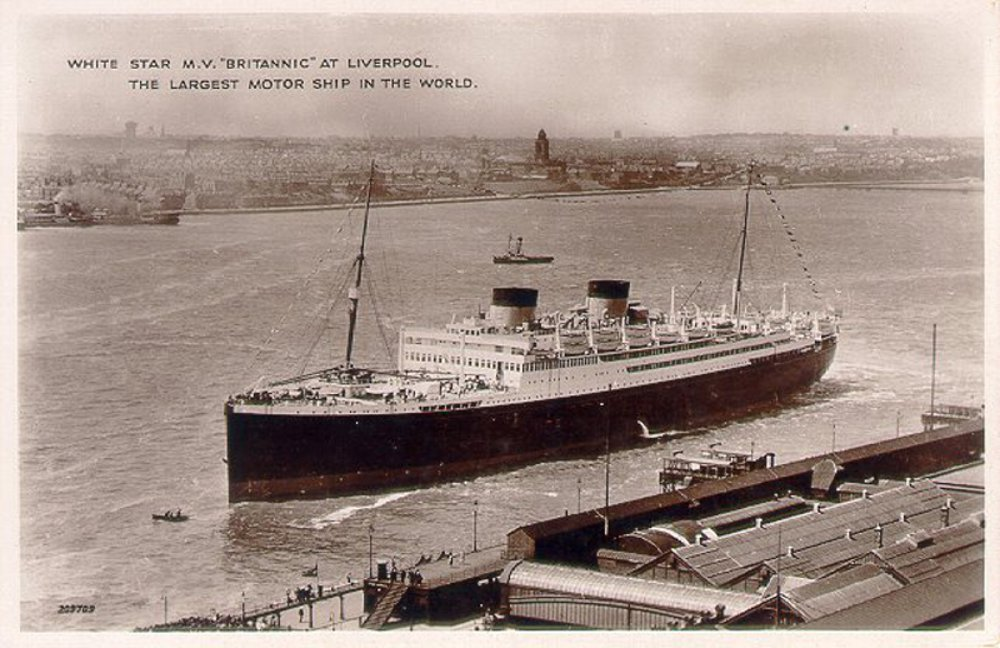
Die Britannic

Im Mai 1941 eskortierte das Schlachtschiff Rodney mit vier Tribal-Zerstörern den Truppentransporter Britannic (26.943 BRT) nach Kanada. Auf die Nachricht vom Untergang der Hood beteiligte sich die Rodney mit Mashona, Tartar und Somali auch an der Suche nach der Bismarck und ließ nur die Eskimo beim nach Kanada weiterlaufenden Transporter. Am 26. Mai wurden die Zerstörer nach dem Zusammentreffen mit dem Flottenflaggschiff King George V entlassen, da sie bei den Wetterbedingungen den Schlachtschiffen bei hoher Fahrt kaum folgen konnten und auch schon bedrohlich wenig Treibstoff hatten. Mashona und Tartar versuchten gemeinsam mit ökonomisch günstiger Geschwindigkeit britische Häfen zu erreichen. Am 28. Mai 1941 wurde die Mashona bei schweren Angriffen von Junkers Ju 88 der I./KG 77 der Luftwaffe getroffen und sank vor der Küste von Galway. 184 Überlebende des Untergangs wurden von der Tartar und den an der Untergangsstelle eintreffenden Zerstörern der Town-Klasse Sherwood und St. Clair geborgen und auf der Tartar nach Greenock gebracht.

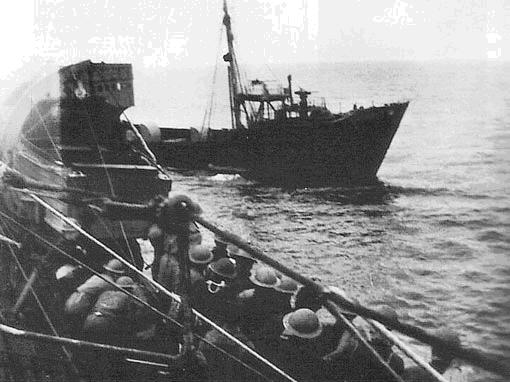
Prisenkommando der Tartar entert die Lauenburg

Der britische Kreuzer Nigeria wurde im Juni 1941 mit den drei Zerstörern Tartar, Bedouin und Jupiter zum Wetterbeobachtungsschiff WBS 3/Lauenburg (344 BRT) dirigiert, dessen Wettermeldungen durch HF/DF eingepeilt worden war. Bei dichtem Nebel konnte die Lauenburg am 28. Juni bei der Insel Jan Mayen aufgespürt werden. Unter dem Artilleriebeschuss der britischen Schiffe verließ die Besatzung die Lauenburg, darauf ging die Tartar längsseits und konnte wertvolle Schlüsselunterlagen bergen, die es der britischen Funkaufklärung in Bletchley Park erlaubten, die Meldungen aus dem Schlüsselkreis „Heimische Gewässer“ im Monat Juli zu dechiffrieren. Aus Furcht um den Erfolg der geheimen Funkaufklärung (Deckname „Ultra“) wurden weitere Vorstöße dieser Art jedoch streng verboten.

Am 27. Juli 1941 lief die neugebildete „Force K“ unter Konteradmiral Vian mit den Kreuzern Nigeria und Aurora und den Zerstörern Punjabi und Tartar von Scapa Flow nach Spitzbergen, um ab dem 31. Juli die dortigen norwegischen und russischen Niederlassungen für eine Eignung als Versorgungsbasis zu untersuchen. Auf dem Rückmarsch wurde die norwegische Wetterstation auf der Bäreninsel evakuiert und zerstört. Ein Vorstoß gegen die norwegische Küste wurde von der deutschen Luftaufklärung vorzeitig erfasst und abgebrochen. Am 8. August trafen die britischen Einheiten wieder in ihrer Basis ein.

Ende August gehörte die Tartar zu den Einheiten, die die norwegischen und russischen Niederlassungen auf Spitzbergen evakuierten.
Die Tartar eskortierte zwei Konvois in die Sowjetunion (Januar 1942: PQ 7B, Gegengeleit QP 5; März PQ 12).
Am 5. März 1942 entdeckte eine Focke-Wulf Fw 200 Condor den Geleitzug PQ 12 rund 70 sm südlich Jan Mayen. Am 6. ging das Schlachtschiff Tirpitz unter Vizeadmiral Ciliax mit vier Zerstörern von Trondheim in See, um den Konvoi anzugreifen. Die von den Briten entschlüsselten Meldungen über das Auslaufen der deutschen Schiffe ermöglichten Gegenmaßnahmen. Zur Deckungsgruppe mit zwei Schlachtschiffen, einem Kreuzer und sechs Zerstörern lief der Hauptteil der Home Fleet unter Admiral Tovey mit dem Schlachtschiff King George V., dem Träger Victorious, einem Kreuzer und sechs Zerstörern, darunter der Tartar.
Wegen schlechter Sichtverhältnisse fanden weder die Home Fleet die Tirpitz, noch die deutschen Schiffe PQ 12. Sie verfehlten aber knapp den nur von zwei Minensuchern und zwei Korvetten gesicherten Gegengeleitzug QP 8, von dem der zurückgefallene sowjetische Frachter Izora (2815 BRT) durch den Zerstörer Friedrich Ihn versenkt wurde. Gegenseitige Luftangriffe blieben erfolglos. Die Tirpitz lief zunächst nur bis Narvik zurück. Am 11./12. März versuchten die Tartar und die Zerstörer Bedouin, Eskimo, Punjabi sowie Faulknor, Fury, Intrepid und Icarus die vor Bodø erwartete Tirpitz abzufangen, doch das Schlachtschiff verlegte erst in der folgenden Nacht nach Trondheim.
Noch im März kehrte die Tartar mit dem QP 9 nach Großbritannien zurück, um dann den nach Russland laufenden PQ 13 zu sichern.

Im August 1942 wurde die Tartar zeitweilig der Force H zugeteilt und nahm an der Operation Pedestal zur Versorgung Maltas zusammen mit dem Schwesterschiff Eskimo in der Deckungsgruppe teil, von deren Trägern auch Maschinen nach Malta einfliegen sollten. Am 12. August wurde die Deckungsgruppe sowohl durch U-Boote als auch aus der Luft angegriffen. Die Tartar konnte U-Boote abdrängen und nahm den durch einen italienischen Lufttorpedo schwer beschädigten Zerstörer Foresight in Schlepp. Da sich der Zustand der Foresight verschlechterte und die Bedrohung über und unter Wasser anhielt, übernahm die Tartar die Besatzung des antriebslosen Zerstörers und versenkte die Foresight am 13. durch einen Torpedo.
Danach kehrte die Tartar zur Home Fleet zurück, um Mitte September 1942 den nach Russland laufenden PQ 18 bei der Nahsicherung zu schützen. Im Oktober kehrte sie dann ins Mittelmeer zurück, wo sie im November die Landung der Alliierten (Operation Torch) in Nordafrika im Raum Algier unterstützte.
Nach Kriegsende kehrte die Tartar am 17. November 1945 nach Plymouth zurück. Sie diente noch einige Zeit als Unterkunft für Marinepersonal und wurde am 6. Januar 1948 zur Verschrottung verkauft und ab dem 22. Februar in Newport abgewrackt.